# Cerro Castor
Cerro Castor – ośrodek narciarski w Argentynie położony 26 km od Ushuaia w prowincji Ziemia Ognista, Antarktyda i Wyspy Południowego Atlantyku. Położony jest na południowym zboczu góry Cerro Krund. Z jego stoków można korzystać przez kilka miesięcy w ciągu roku, ponieważ zima jest tu dłuższa niż w innych regionach Argentyny. Zwykle sezon trwa od czerwca do października. Cerro Castor jest najbardziej wysuniętym na południe ośrodkiem narciarskim na świecie.
Ośrodek narciarski został otwarty w 1999 roku. Położony jest na wysokości od 650 m n.p.m. do 1057 m n.p.m. Obecnie posiada dziesięć wyciągów zdolnych do przewozu do 9500 osób na godzinę: cztery wyciągi krzesełkowe czteromiejscowe, trzy wyciągi orczykowe i trzy ruchome chodniki. Cerro Castor posiada dwadzieścia jeden tras zjazdowych, snow park, liczne restauracje i kawiarnie, place zabaw, schroniska narciarskie, szkołę narciarską, miejsce udzielania pierwszej pomocy. Wiele tras ma certyfikat Międzynarodowej Federacji Narciarskiej. Oprócz klasycznego narciarstwa zjazdowego w ośrodku można uprawiać inne dyscypliny zimowe, takie jak snowboarding, skialpinizm, biegi narciarskie, skiboarding, a także jeździć na saniach i pobiegać na rakietach śnieżnych.

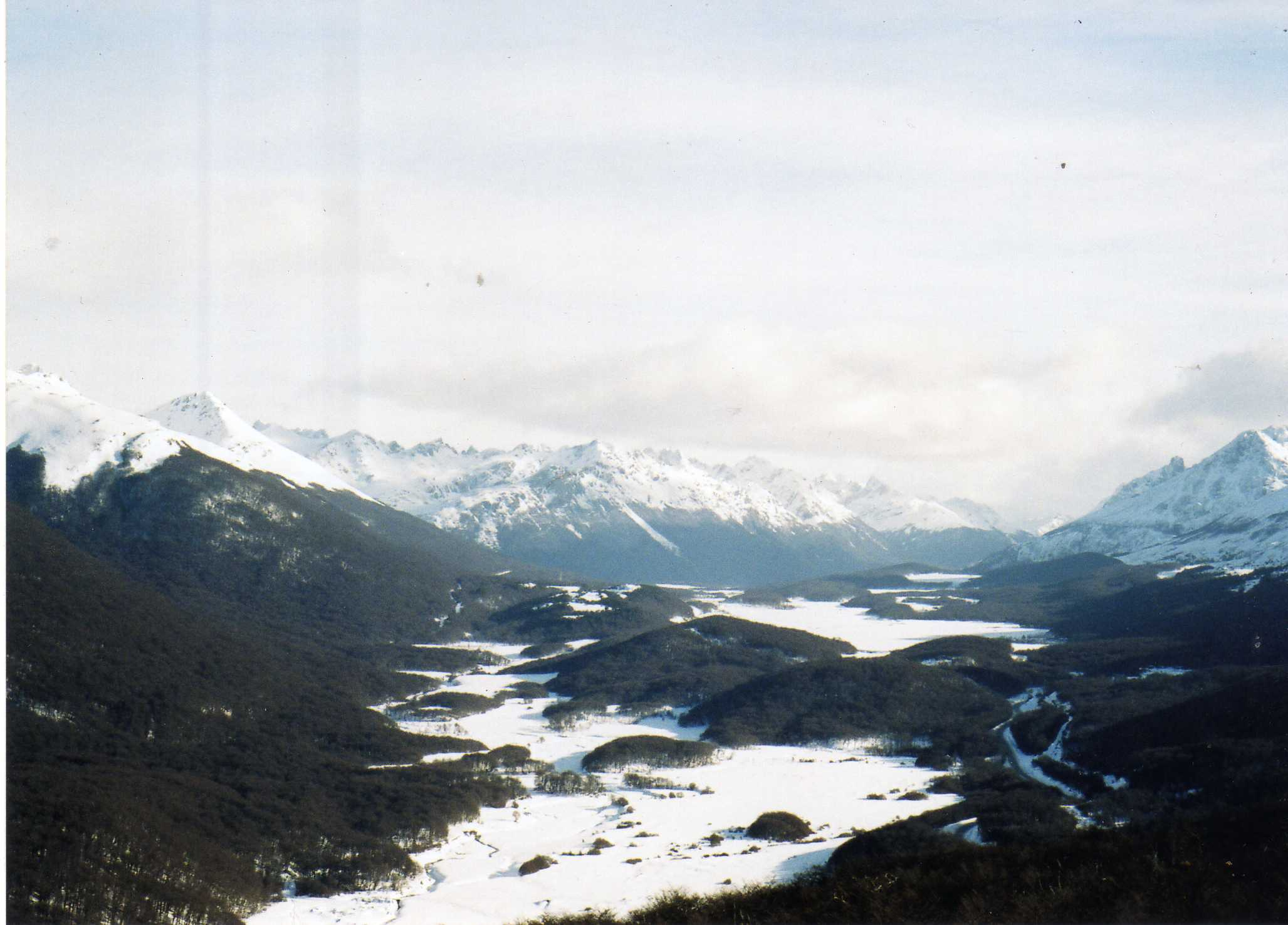
Dolina w której położony jest ośrodek narciarski
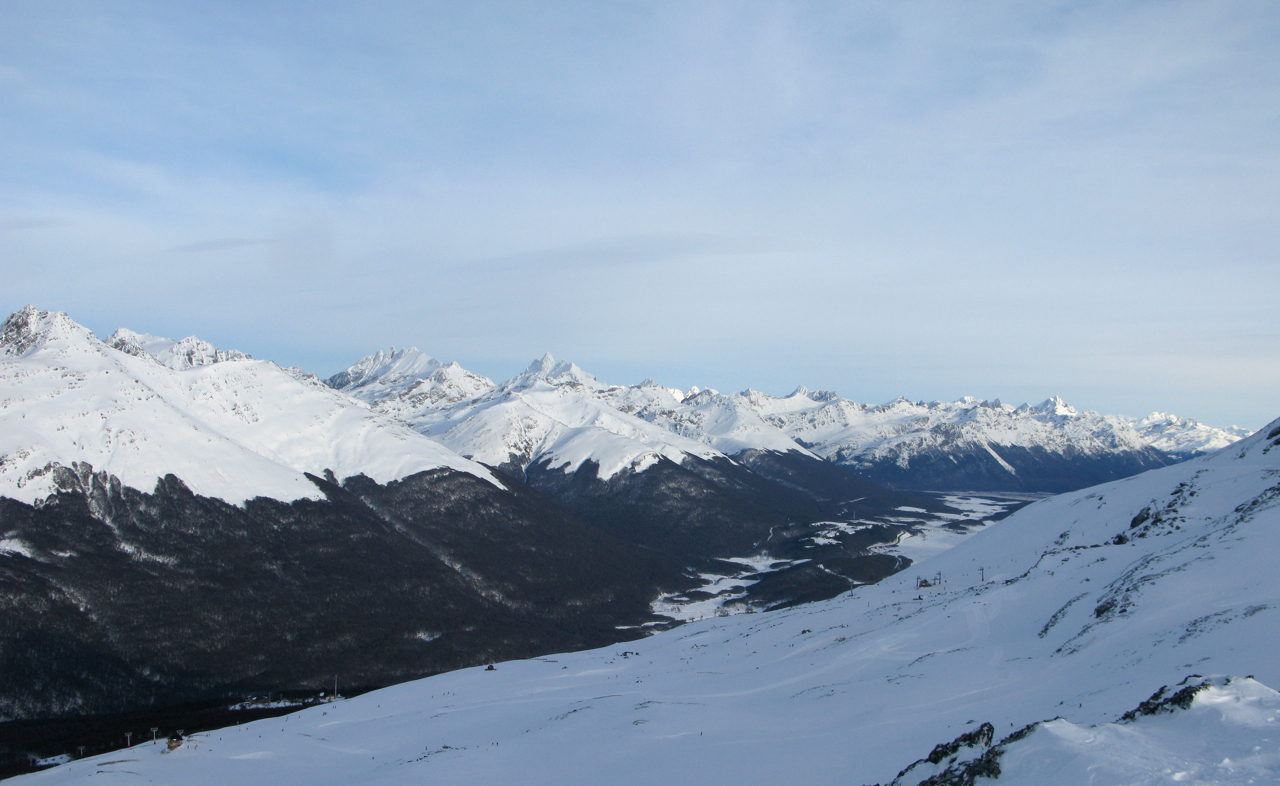
Stok, w tle dolina i góry